# Zampa di gatto
Zampa di gatto (The Cat's-Paw) è un film del 1934 diretto da Sam Taylor con Harold Lloyd.

## Trama
Ezekiel, cresciuto in Cina dal padre missionario, torna nel paese americano natio e, suo malgrado, diventa sindaco. Contro venti e maree, riporta la legge e l'ordine.